# Зульцбах-ам-Майн
Зульцбах-ам-Майн (нем. Sulzbach am Main) — ярмарочная община в Германии, в земле Бавария.
Подчиняется административному округу Нижняя Франкония. Входит в состав района Мильтенберг. Население составляет 6896 человек (на 31 декабря 2010 года). Занимает площадь 20,10 км².
Ярмарочная община подразделяется на 3 сельских округа.

## Население
По оценке на 31 декабря 2015 года население общины Зульцбах-ам-Майн составляет 7125 чел. 

| Дата      | 1840 | 1871 | 1900 | 1925 | 1939 | 1950 | 1961 | 1970 | 1987 | 2011 |
| --------- | ---- | ---- | ---- | ---- | ---- | ---- | ---- | ---- | ---- | ---- |
| Население | 1783 | 1569 | 1532 | 2130 | 2575 | 3404 | 4373 | 5235 | 5777 | 6954 |

| Год       | 1960 | 1970 | 1980 | 1990 | 2000 | 2009 | 2010 | 2011 | 2012 | 2013 | 2014 | 2015 |
| --------- | ---- | ---- | ---- | ---- | ---- | ---- | ---- | ---- | ---- | ---- | ---- | ---- |
| Население | 4344 | 5257 | 5488 | 6010 | 7054 | 6910 | 6896 | 6902 | 6961 | 6945 | 7071 | 7125 |

## Города-побратимы
- Юррюнь (Франция, с 1980)